# Chlorochaeta biviaria
Chlorochaeta biviaria är en fjärilsart som beskrevs av George Francis Hampson 1909. Chlorochaeta biviaria ingår i släktet Chlorochaeta och familjen mätare. Inga underarter finns listade i Catalogue of Life.